# Кодино (Архангельская область)
Кодино — посёлок в Онежском районе Архангельской области. Административный центр Кодинского сельского поселения.

## География
Посёлок Кодино расположен на притоке Онеги — реке Кодина и притоке Кодины — реке Вычере, в 78 км к юго-востоку от административного центра муниципального района — города Онеги и в 100 км к юго-западу от областного центра — Архангельска (176 км по железной дороге).

## История
Указом Президиума ВС РСФСР от 18.06.1941 года Кодино было отнесено к категории рабочих поселков, с образованием его поссовета, и передано из Плесецкого района в состав Онежского района. До начала 1960-х годов в посёлке Кодино, также в его окрестностях существовали исправительные лагеря ГУЛЖДС НКВД СССР — «Сорокалаг», возникшие во времена строительства железнодорожной линии Сорокская — Обозерская. В 1963—1965 годах Кодино входило в состав Плесецкого промышленного района.
В 2002 году Кодино было преобразовано в сельский населённый пункт.

## Население
| 1959 | 1970  | 1979  | 1989  | 2002  | 2010  | 2012  |
| ---- | ----- | ----- | ----- | ----- | ----- | ----- |
| 4272 | ↘3703 | ↘3191 | ↘2751 | ↘1758 | ↘1514 | ↘1469 |

## Экономика
Целлюлозный завод и леспромхоз (ныне Кодинский ПЛЗУ ОАО «Онегалес»).
14 мая 1939 на Особом заводе № 2 Наркомбумпрома была сделана первая варка целлюлозы.
В 1943…1944 завод возглавлял Абабков Дмитрий Михайлович. В 1945…1946 годах директором целлюлозного завода работал Гехтман Иосиф Шепселевич.
На 2010 год обоих предприятий не существует. Целлюлозный завод был первым банкротом в России.

## Транспорт
Железнодорожная станция Кодино на линии Беломорск — Обозерская (между станциями Мудьюга и Глазаниха с северо-запада и Мошное и Большая Кяма с юго-востока).
Длина дорог на территории поселка составляет 17 км.
В Кодино находилась узкоколейная железная дорога, на ней существует посёлок Сухая Вычера, в котором постоянно проживает 2 человек в 2023 году. В 2009 году узкоколейная железная дорога была полностью разобрана и переоборудована в дорогу.

### Карты
- Р37-4 Кодино
- Кодино на карте Wikimapia
- Кодино. Публичная кадастровая карта